# Саут-Вудфорд (станція метро)
51°35′30″ пн. ш. 0°01′39″ сх. д. / 51.591667° пн. ш. 0.0275° сх. д.
Саут-Вудфорд (англ. South Woodford) — станція Центральної лінії Лондонського метрополітену. Станція знаходиться у Саут-Вудфорд, Редбрідж, Лондон, у 4-й тарифній зоні, між метростанціями — Вудфорд та Снерсбрук. В 2018 році пасажирообіг станції — 5.34 млн пасажирів
Конструкція станції: наземна відкрита з двома прямими береговими платформами

## Історія
- 22 серпня 1856: відкриття станції як Джордж-лейн у складі Eastern Counties Railway
- 5 липня 1937: станцію перейменовано на Саут-Вудфорд (Джордж-лейн)
- 14 грудня 1947: початок трафіку Центральною лінією, станцію перейменовано на Саут-Вудфорд
- 1964: закриття товарної станції[3]

## Пересадки
На автобуси London Buses маршрутів: 179, 549, W12, W13, W14 та нічний маршрут N55

## Послуги
| Попередня станція | Лінія | Лінія                             | Лінія | Наступна станція |
| ----------------- | ----- | --------------------------------- | ----- | ---------------- |
| Вудфорд           |       | Лондонське метро Центральна лінія |       | Снерсбрук        |